# 廚神
《廚神》（英語：Kitchen Confidential）是一套美國情景喜剧，於2005年9月19日在Fox電視台上首播。本劇改編自安東尼·波登的《紐約時報》暢銷書籍《廚房機密檔案：烹飪深處的探險》，主要描述Jack Bourdain戒酒戒毒後在紐約餐廳當主廚的故事，該角色的靈感來自安東尼·波登。

## 演員與角色

### 主要角色
- 布萊德利·庫柏 飾 Jack Bourdain——主廚；曾染上毒癮，但得到在餐廳Nolita重拾事業的機會。
- 尼古拉斯·布倫登 飾 Seth Richman——甜點師傅；Jack的好朋友，對Tanya有興趣。
- 約翰·戴利 飾 Jim ——廚房初哥；不想回猶他州的家。
- 潔米·金 飾 Tanya——餐廳接待員；一無所知但又輕信人。
- 邦妮·桑莫薇 飾 Mimi——女侍應之首；Pino的女兒，最後成為Nolita的主人。
- 歐文·約曼 飾 Steven Daedalus——副廚；Jack的知己，但亦是小偷及花心鬼。

### 次要角色
- 約翰·趙 飾 Teddy Wong——海鮮廚師
- 法蘭·朗基拿 飾 Pino——Nolita的主人
- Sam Pancake 飾 Cameron——侍應
- Tessie Santiago 飾 Donna——侍應
- Erinn Hayes 飾 Becky Sharp——廚師
- Frank Alvarez 飾 Ramon——洗碗碟員

## 外部連結
- 互联网电影数据库（IMDb）上《Kitchen Confidential》的资料（英文）